# Aliados (banda)
Aliados, inicialmente batizada Aliados 13, é uma banda brasileira de rock formada na cidade de Santos (São Paulo) em 2000. Teve como integrantes durante dois anos, o guitarrista Thiago Castanho, ex-integrante da banda Charlie Brown Jr. e Henrique Azevedo (guitarrista)..
A banda é composta por Fildzz (vocal), Dudu Golzi (guitarra, vocal), Rafa Borba (bateria) e Marquinhos Perez (baixo).
Com destaque aos videoclipes: Sorrindo, trilha da 22ª temporada de Malhação da emissora Globo; Beijo, Me Liga, tema de abertura de um seriado homônimo da emissora Multishow.
Em dezembro de 2017, lançaram o DVD Aliados Acústico, com as músicas, mais conhecidas, em versões acústicas e duas músicas inéditas, chamadas "That's Real" e "A Onda é Boa".

## História
Iniciou suas atividades em 2000 quando na base da amizade Dudu (guitarra) e Fildzz (vocal) escreveram as primeiras letras e acordes, meses depois ocorreu o primeiro ensaio com Rafa (bateria), os músicos sentiram a necessidade de um baixista e convidaram o amigo Oliver (baixo). A banda foi originalmente batizada de Aliados 13 devido a dois fatos: o primeiro show da banda ocorreu em um dia "13", além de ser o número de DDD da cidade de Santos, da qual a banda é originária.
Os Aliados 13 gravaram a primeira demo com produção de Thiago Castanho (ex-integrante da banda Charlie Brown Jr.) que em seguida juntou-se a banda. Em 2002, assinaram com a produtora Abril Music e gravaram o primeiro álbum homônimo, com a música de trabalho "Sem Sair do Lugar" veiculada nas principais rádios do Brasil e videoclipe exibido nas principais emissoras especializadas em música (MTV e Multishow). Mas no início de 2003 a produtora faliu, interrompendo a divulgação. O segundo álbum "A Dose Certa", foi lançado em 2004 via produtora Art Mix, com distribuição por EMI, e com a música de trabalho "Sereia" ganhando grande repercussão. Mas novamente foi interrompido, devido a um acidente sofrido por vocalista Fildzz, que também descobriu que estava com câncer nos rins.
Ainda neste período, o guitarrista Thiago Castanho deixou a banda, retornando ao Charlie Brown Jr..  Com a superação do vocalista, a banda voltou aos palcos e gravou o terceiro álbum, e primeiro DVD, "Te Encontro Por Aí", de forma independente.
A Sony Music contratou a banda após conhecer o primeiro DVD, e planejou o quarto álbum, nomeado "Aliados Amplificado" (lançado em 2008) e, também mudou o nome da banda retirando o número 13. Existem duas versões para a modificação: A primeira seria para evitar ligações com a política, em 2007 (sendo 13 o código eleitoral do Partido dos Trabalhadores); A segunda versão, seria porque a banda acreditava que o número junto ao nome de uma banda chama o azar. Segundo o vocalista, Fildzz, o nome Aliados já sintetizava bem o espírito do grupo.
Em 2008 a banda lançou o quarto álbum, via Sony Music, uma compilação da história do grupo, contando com músicas dos três primeiros discos e outras cinco músicas inéditas. Em 2009, gravou a música de abertura da série "Beijo, me liga" do Multishow, com mais algumas músicas anexadas à trilha sonora do programa, como "Direto ao Assunto".
Lançaram o segundo DVD "Somos Todos Nós", também via Sony Music, gravado em Santos durante o show de lançamento do álbum Aliados Amplificado.
Em 2011, lançaram o quinto álbum "5º Elemento" e, em 2014 o sexto álbum "Inoxidável", ambos com excelente repercussão e retorno do público.
Em setembro de 2016, fizeram em Santos um show acústico com grande público no Mendes Convention Center, que foi gravado para o comporo o primeiro DVD acústico da banda.
Em 2017, após parceria de dessesete anos, o baixista Oliver Kivitz deixa a banda para seguir projetos pessoais. Em novembro do mesmo ano, convidaram Marquinhos Perez para assumir o baixo, amigo da banda e ex integrante da Banda Agentes de Santos, estreando no show de lançamento do DVD Aliados Acústico.
Em dezembro de 2017 a banda lança o DVD Aliados Acústico no Teatro Mars, em São Paulo, incluindo também duas músicas inéditas, That's Real e A Onda é Boa. Onde That's Real é um single do DVD Aliados Acústico e também é o primeiro reggae da banda. Em 2018 seguem em turnê de divulgação deste DVD.

## Discografia
Álbuns de Estúdio
- 2002: Aliados 13
- 2004: A Dose Certa
- 2007: Te Encontro Por Aí
- 2010: Amplificado
- 2012: 5º Elemento
- 2014: Inoxidável

CD-DVD Ao Vivo
- 2007: Ao Vivo
- 2009: Somos todos Nós
- 2012: Esperança
- 2017: Aliados Acústico

Singles
- Sem Sair do Lugar
- Sereia
- Sorrindo
- Esperança
- Esperança - Acústico
- Águas Passadas
- Pra Ser Feliz (part. Di Ferrero)
- No Seu Coração
- That's Real
- Meu Caminho

## Integrantes

### Formação Atual
- Gustavo Fildzz: O vocalista Gustavo Tavares da Mata Barreto antes de dedicar-se exclusivamente à música foi atleta profissional, sagrou-se campeão brasileiro de ginástica olímpica em 1998 e campeão pan-americano no ano seguinte. Além de ser músico e atleta, Gustavo possui uma casa de sucos e sanduíches naturais no bairro do Gonzaga em Santos.
- Dudu Golzi: Único estrangeiro da banda, 'Eduardo Cajado Golzi' nasceu em Houston, Texas (EUA) no dia 20 de Agosto de 1980. Começou a tocar guitarra aos 11 anos e tem como influências Rolling Stones, The Police, Suicidal Tendencies, Billy Idol, Stone Roses e AC/DC.
- Rafa Borba: Rafael Borba de Vasconcellos nasceu em 2 de agosto de 1973 em Getulina (SP), antes de descobrir a bateria Rafa tocou piano por 7 anos além da guitarra. Rafa é formado em Direito, mas a música é a sua paixão. Sua mascote é Honeymoon, uma simpática e carinhosa Yorkshire Terrier.
- Marquinhos Perez: Atual baixista, Marquinhos entrou para a banda em dezembro de 2017. Nascido no dia 7 de Outubro em Santos, começou a tocar baixo na década de 90 com amigos de escola.

### Ex-Integrantes
- Thiago Castanho (2002 - 2003): Tocou 2 anos no Aliados. Pouco tempo depois de sair da banda voltou ao Charlie Brown Jr. Até hoje é amigo dos integrantes da banda.
- Oliver Kivitz (2002 - 2017): Nascido aos 20 de setembro de 1971 em Santos, Oliver Kivitz passou a tocar baixo em 1992 na banda que integrava na época. Antes disso tocou teclado, trompete, violão e guitarra.

## Prêmios
| Ano  | Prêmio           | Categoria         | Trabalho Indicado | Resultado | Ref.        |
| ---- | ---------------- | ----------------- | ----------------- | --------- | ----------- |
| 2011 | Prêmio Rock Show | Hit do Ano        | Somos Todos Noizz | Venceu    | [ 5 ] [ 6 ] |
| 2012 | Prêmio Rock Show | Banda do Ano      |                   | Venceu    | [ 6 ]       |
| 2013 | Prêmio Rock Show | Melhor Videoclipe | Esperança         | Venceu    | [ 7 ]       |